# NGC 1404
NGC 1404 är en elliptisk galax i stjärnbilden Eridanus vid gränsen till stjärnbilden Ugnen. Den upptäcktes den 28 november 1837 av John Herschel. Baserat på spetsen på avståndsindikatorn för den röda jättegrenen ligger den på ett avstånd av cirka 60 miljoner ljusår från Vintergatan. Den är en av de ljusaste medlemmarna i Fornaxhopen.

## Egenskaper
Som vanligt med de flesta elliptiska galaxer är NGC 1404 rik på klotformiga stjärnhopar, med ett antal som har uppskattats till cirka 725. Det har dock föreslagits att den kan ha förlorat de flesta av sina klotformiga stjärnhopar på grund av gravitationsinteraktioner med NGC 1399, den ljusaste galaxen i Fornaxhopen.
Studier med röntgenteleskopet Chandra visar hur den tryckavlägsning som orsakas av NGC 1404:s rörelse genom Fornax intramedium gör att galaxen befrias från dess heta gas och lämnar efter sig ett stort spår.

## Supernovor
Två supernovor har observerats i NGC 1404:
- SN 2007on ( typ Ia, mag. 14,9) upptäcktes av TAROT-samarbetet den 5 november 2007.[12][13]
- SN  2011iv (typ Ia, mag. 12,8) upptäcktes av Stuart Parker den 2 december 2011.[14][15]

## Galleri

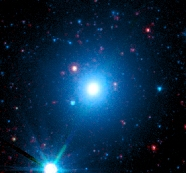
Falskfärgsbild av NGC 1404 tagen med Spitzerteleskopet